# إحسان (اسم)
إِحْسَان هو اسم علم مذكر ومؤنث من أصل عربي، ومعناه هو معروف وفعلٌ حسن.

## أعلام باسم إحسان
- إحسان عباس أديب وناقد ومحققومترجم فلسطيني.
- إحسان عبد القدوس روائي مصري.
- إحسان القلعاوي ممثلة مصرية.
- إحسان نوري الباشا قائد عسكري كردي.
- إحسان وفيق السامرائي، كاتب وأديب عراقي.
- إحسان الحق
- إحسان جامي سياسي هولندي.
- إحسان مولانا مصطفى لاعب كرة ريشة إندونيسي.
- إحسان إلهي ظهير عالم دين باكستاني.
- إحسان أرسلان سياسي تركي.
- إحسان الترجمان عسكري عثماني.
- إحسان الترك ممثل مصري.
- إحسان الجابري سياسي عثماني سوري.
- إحسان الجزايرلي ممثلة مصرية.
- إحسان الدين تشودري سياسي بنغلاديشي.
- إحسان الشريف سياسي سوري.
- إحسان العمد شاعر ومؤرخ فلسطيني.
- إحسان القاضي صحفي جزائري.
- إحسان الكوسي كاتبة مصرية.
- أحسان الله لاعب كرة قدم باكستاني.
- إحسان الله إحسان قيادي باكستاني.
- إحسان الملائكة كاتبة ومترجمة عراقية.
- إحسان المنذر ملحن وقائد اوركسترا لبناني.
- إحسان المهندس لاعب كرة قدم بحريني.
- إحسان النص النائب السابع لمجمع اللغة العربية في دمشق.
- إحسان النمر أديب ومؤرخ ومؤلف وسياسي فلسطيني.
- إحسان أمان موسيقى ومعنى وملحن أفغاني.
- إحسان إلياجك مؤلف تركي.
- إحسان إيروغلو ممثلة تركية.
- إحسان بركات حقوقية اردنية.
- إحسان برناوي مناضلة فلسطينية.
- إحسان بن عباس بافقيه عالم اقتصاد سعودي.
- إحسان بهلوان لاعب كرة قدم.
- إحسان بوحليقة عضو مجلس الشورى السعودي.
- إحسان بويراز لاعب كرة قدم.
- إحسان بيرهادي لاعب كرة قدم إيراني.
- إحسان بيات رائد أعمال أمريكي.
- إحسان جعفر عضو مجلس الشورى السعودي.
- إحسان حاتم ملكة جمال مصر عام 2007.
- إحسان حاج صفي لاعب كرة قدم إيراني.
- إحسان حداد لاعب كرة قدم اردني.
- إحسان حدادي منافس اوليمبي إيراني.
- إحسان حسيني لاعب كرة قدم إيراني.
- إحسان خان لاعب كريكت صيني.
- إحسان خان (مهندس معماري) مهندس معماري بنغلاديشي.
- إحسان خورسندي لاعب كرة قدم إيراني.
- إحسان دعدوش ممثل كوميدي.
- إحسان دغرامجي اكاديمي طبي تركي.
- إحسان دقسة عقيد اسرائيلي مقتول.
- إحسان ديلديريم طهران ملاكم تركي.
- إحسان روزبهاني ملاكم إيراني.
- إحسان سغلام سياسي عثماني ثم تركي.
- إحسان شرارة
- إحسان شريف ممثلة مصرية.
- إحسان شردم ضابط سلاحي في سلاح الجو الملكي الأردني.
- إحسان شفيق لاعب كونغ فو.
- إحسان شنر سياسي تركي.
- إحسان شواهنة مجاهد فلسطيني.
- إحسان شيرزاد سياسي عراقي.
- إحسان صادق مغني وممثل لبناني.
- إحسان طالب صحفي سوري.
- إحسان عادل لاعب كركيت باكستاني.
- إحسان عبد الجبار سياسي عراقي.
- إحسان عبدي لاعب كرة قدم إيراني.
- إحسان علي عالم آثار باكستاني.
- احسان علوان زاده لاعب كرة قدم إيراني.
- إحسان عنتابي فنان تشكيلي سوري.
- إحسان فاندي لاعب كرة قدم سنغافورة.
- إحسان فرحة لاعب بوكر لبناني.
- إحسان فرغل مخرج مصري.
- إحسان فقيري طبية وناشطة سياسية سودانية.
- إحسان قائم مقامي لاعب شطرنج ايراني.
- إحسان كمال كاتب قصة قصيرة مصرية.
- إحسان محمد فخري قاضية سودانية.
- إحسان مراد شردم عسكري سوري.
- إحسان مراديان لاعب كرة قدم إيراني.
- إحسان هادي لاعب كرة قدم عراقي.
- إحسان هندي كاتب سوري.
- إحسان وين سياسي باكستاني.
- إحسان يارشاطر مؤرخ واكاديمي ولغوي إيراني.